# Het Observatorium
Het Observatorium was een Vlaamse onafhankelijke nieuwswebsite die berichtte over extreemrechts en fascisme in België en internationaal. De redactie achter Het Observatorium bleef anoniem. Het Observatorium werd in 2021 opgericht en hield begin 2023 op met publiceren.